# Источник (телесериал)
«Источник» (фр. La Source) — французский телесериал 2013 года. Телеканал France 2 в 2012 году пригласил Кристофера Ламберта на роль в телевизионном сериале со шпионским сюжетом. Кристофер Ламберт играет бизнесмена, за которым наблюдают спецслужбы и няня его детей. А обоснованно или нет — предстоит узнать зрителям в последней серии. Новая шпионская ТВ-серия «Источник», состоящая из 6 серий по 52 мин, стартует в начале осени 2013 года на нескольких европейских каналах.

## Сюжет
Новый шпионский мини-сериал снят в так называемом жанре «интимного триллера». Никакого оружия, почти нет убийств, психология персонажей и их поступки — первооснова фильма.
Мари Вуазен, 22-летняя студентка, подрабатывает два года в качестве бэби-ситтера детишек богатой семьи Лаканэл, обитающей в шикарном шестнадцатом округе Парижа. Она любит Лаканэл, чувствует себя с ними, как со своей второй семьей. Но однажды с ней начинает контактировать Клэр Перрини — женщина, назвавшаяся агентом секретной службы DCRI. Она вынуждает шпионить Мари за главой семьи — Джоном Лаканэлом, вторым человеком, после генерального, в крупной транснациональной корпорации с простым названием «Алоэ Вера». Им нужны сведения об этом скрытном и успешном бизнесмене, подозреваемом в организации огромного оборота токсичных отходов и ответственного за смерть Милен, тайного агента DCRI. Мари поначалу отказывается: она не может представить, что её босс замешан в каких-либо противозаконных действиях. Тем более, что девушка флиртует с Симоном, сыном генерального директора «Алоэ Вера». На помощь Клэр приходит чернокожий агент Франсуа Калдер. Вдвоем, они начинают эмоциональный шантаж Мари и «додавливают» её. Она становится «источником» для секретных служб.

## В ролях
- Кристофер Ламберт — Джон Лаканэл
- Флор Бонавентура — Мари Вуазен
- Марушка Дэтмерс — Эстер Лаканэл
- Клотильда Куро — Клэр Перрини
- Эдуар Монтут — Франсуа Калдер
- Биргитта Петтерсон — Карин
- Жеральд Ларош — Армель Дюбуа

## Интересные факты
- Это первый случай, когда общественный телеканал делает ставку на серии, посвященные шпионажу, оставив свою любимую тему — преступления и социальные проблемы.[3]
- Для «проникновения в мысли» персонажей, Матье Пуаро-Дельпешем была использована специальная съемка — на камеру с 50 мм фокусным расстоянием. Считается, что этот метод съемки наиболее приближен к тому, что видит человеческий глаз. Часто используется в авторском кино, но очень редко в телефильмах.
- Сериал был показан на 15 юбилейном фестивале телевизионной драмы в г. Ла-Рошель (Франция) в день открытия.[4]
- За каждую серию этого мини-сериала в 2013 г. Кристоферу Ламберту заплатили 10000 евро, т.е по «высшему разряду» для актеров телесериалов во Франции. Обычно, французские актеры довольствуются суммами в пределах между 300 и 1000 евро за серию в зависимости от роли.[5]
- Это второй фильм в котором близорукий Ламберт играет в очках.

## Даты премьер
- Бельгия — 4 сентября 2013 Бельгийский телеканал La Deux (Channel Two)
- Франция — 18 сентября 2013 Французский телеканал France 2